# Championnat de Tunisie masculin de handball 2007-2008
Navigation
Saison précédente 2006-2007 Saison suivante 2008-2009
La saison 2007-2008 du championnat de Tunisie masculin de handball est la 53e édition de la compétition. Elle se déroule en trois phases : une première phase de classement, au cours de laquelle les équipes sont réparties en trois poules de quatre équipes. Les deux premières se qualifient au play-off et les autres au play-out. Les quatre premières équipes du play-off disputent lors de la troisième phase, le super play-off, alors que les deux dernières rejoignent les six autres pour disputer, en deux poules, le super paly-out.
Le Club africain s'assure le championnat alors que l'Étoile sportive du Sahel s'octroie la coupe. En bas du tableau, l'Association sportive de handball de l'Ariana et l'Union sportive de Gremda rétrogradent en division nationale B.

## Clubs participants
| - Association sportive de handball de l'Ariana - Association sportive d'Hammamet - Club africain - El Baath sportif de Béni Khiar - El Makarem de Mahdia - Espérance sportive de Tunis | - Étoile sportive du Sahel - Jeunesse sportive kairouanaise - Sporting Club de Moknine - Stade nabeulien - Union sportive de Gremda - Union sportive témimienne |

## Compétition
Le barème de points servant à établir le classement se décompose ainsi :
- Victoire : 3 points
- Match nul : 2 points
- Défaite : 1 point
- Forfait et match perdu par pénalité : 0 point